# Кохно Валентин Микитович
Кохно Валентин (16 травня 1922, с. Лебедин, Шполянський район, Черкаська область — 25 травня 2010, Флорида, США) — діяч української діаспори, голова Українського Православного Братства ім. Митрополита УАПЦ Василя Липківського.

## Біографія
Батько Валентина — священик УАПЦ о. Микита Кохно був репресований і розстріляний у засланні в 1938. Родина емігрувала до США.
Після 1991 р., коли Україна відновила свою незалежність, В. Кохно приїздить на Батьківщину, бере участь у видавничій діяльності Інституту української археографії та джерелознавства ім. Михайла Грушевського НАН України. За його участі виходить друком добірка документів та матеріалів присвячена першому Всеукраїнському Православному церковному собору УАПЦ 14-30 жовтня 1921 р. Згодом виходить ще одна книга — «Другий Всеукраїнський Православний церковний собор УАПЦ 17-30 жовтня 1927 р.»
Крім того, за участі В. Кохно вийшла друком книга «Іван Теодорович, Архієпископ УАПЦ в Америці і Канаді».